# زبان تسوانا
زبان تسوانا زبانی است که پیرامون ۶.۱ میلیون گویشور در جنوب قارهٔ آفریقا دارد. تسوانا یک زبان بانتو و زیرشاخهٔ خانوادهٔ زبانی نیجر-کنگو است. این زبان در بوتسوانا یک زبان رسمی و میانجی است. 